# Passalora spegazzinii
Passalora spegazzinii är en svampart som beskrevs av U. Braun 1997. Passalora spegazzinii ingår i släktet Passalora och familjen Mycosphaerellaceae.   Inga underarter finns listade i Catalogue of Life.